# Against Me! as the Eternal Cowboy
As the Eternal Cowboy er det andet album fra det amerikanske punk-band Against Me!. Det blev indspillet og udgivet i 2003. 

## Numre
- T.S.R. (This Shit Rules)
- Cliché Guevara
- Mutiny on the Electronic Bay
- Sink, Florida, Sink
- Slurring the Rhythms
- Rice and Bread
- A Brief Yet Triumphant Intermission
- Unsubstantiated Rumors Are Good Enough for Me to Base My Life Upon
- You Look Like I Need a Drink
- Turn Those Clapping Hands Into Angry Balled Fists
- Cavalier Eternal